# Molotra katarinae
Espèce
Molotra katarinae est une espèce d'araignées aranéomorphes de la famille des Oonopidae.

## Distribution
Cette espèce est endémique de l'Alaotra-Mangoro à Madagascar,. Elle se rencontre à Ambatovy et à Analamay entre 1 068 et 1 075 m d'altitude.

## Description
Le mâle holotype mesure 2,02 mm et la femelle paratype 2,30 mm.

## Étymologie
Cette espèce est nommée en l'honneur de Katarina Mijatović la sœur de Darrell Ubick.

## Publication originale
- Ubick & Griswold, 2011 : The Malagasy goblin spiders of the new genus Molotra (Araneae, Oonopidae). American Museum Novitates, no 3729, p. 1-69 (texte intégral).